# Jacques Singer (violoniste)
Pour les articles homonymes, voir Singer.
Jacques Singer (9 mai 1910 - 11 août 1980) est un violoniste, chef d'orchestre et professeur de musique américain, actif d'environ 1925 jusqu'à quelques mois avant sa mort en 1980.

## Biographie
Jacques Singer est d'origine polonaise. Il naît le 9 mai 1910 à Przemyśl, en Pologne. Il émigre aux États-Unis, où il étudie le violon au Curtis Institute of Music de Philadelphie ainsi qu'à la Juilliard School de New York.
Singer fait ensuite carrière comme chef d'orchestre. Entre 1937 et 1942, il est directeur musical de l'Orchestre symphonique de Dallas, puis dirige successivement l'Orchestre symphonique de Vancouver, entre 1947 et 1950, l'Orchestre symphonique de Corpus Christi, entre 1955 et 1962, et l'Orchestre symphonique de l'Oregon (en), de 1962 à 1973.
Il meurt à New York le 11 août 1980.